# Довжина (річка)
Довжина, Довжана — річка в Українських Карпатах, у межах Рахівського району Закарпатської області. Ліва притока Чорної Тиси (басейн Дунаю).

## Опис
Довжина річки 10 км, площа водозбірного басейну 39,2 км². Похил річки 50 м/км. Річка типово гірська, зі швидкою течією і кам'янистим дном. Долина заліснена (крім пригирлової частини), вузька і глибока. Річище слабозвивисте.

## Розташування
Бере початок на південь від вершини гори Плоска, що в масиві Ґорґани. Тече спершу на південний схід, далі — переважно на південь. Впадає до Чорної Тиси при центральній частині села Чорна Тиса.

## Цікаві факти
- Верхів'я Довжини розташовані неподалік від витоків річки Довжинець (притока Бистриці Надвірнянської) та гори Довга.